# مدينة داوند (الهند)
داوند هي مدينة ومجلس مدينة محلي يقع مقرها في التقسيم الإداري التابع لـمنطقة بيون في ولاية ماهاراشترا، الهند. تقع مدينة داوند على نهر بهيما.
في العصور القديمة، أقام فيها حكيم يُدعى دوميا ريشي؛ مما جعل الناس يطلقون عليها اسم "داوم". ثم تحولت تدريجيًا إلى أن أصبحت "داوم" "دواند" ثم "دونده".

## التركيبة السكانية
حسب تعداد الهند لعام 2011، بلغ عدد سكان داوند 49,450 نسمة، منهم 25,117 ذكرًا و24,333 أنثى. منهم 5721 طفلاً دون سن 6 سنوات. بلغ متوسط معدل معرفة القراءة والكتابة في داوند 77.34%، وهو أعلى من المعدل الوطني البالغ 74.04%. وبلغت نسبة معرفة القراءة والكتابة بين الذكور 80.44%، وبلغت نسبة معرفة القراءة والكتابة بين الإناث 74.13%.